# 애드비전 스튜디오
애드비전 스튜디오(Advision Studios)는 영국 런던의 피츠로비아에 위치한 스튜디오이다.

## 개요
1960년대에 가이 휘트스톤과 스티븐 애플비에 의해 설립된 애드비전은 원래 텔레비전 광고에 보이스오버와 징글을 제공하였다. 이 스튜디오는 처음에는 뉴본드가 83에 위치해 있었지만, 1969년에 고스필드 스트리트 23번지로 이전했다. 스튜디오 단지는 60개의 스튜디오 오케스트라를 수용할 수 있도록 지어졌으며 35mm 필름 프로젝터 스크린이 있어 영화 영상과 동기화할 수 있다. 프로듀서 마틴 루센트는 애드비전 소속의 프로젝션 연주자로 경력을 쌓기 시작했다.